# Alexandre Legentil
 (avril 2023).
Si vous disposez d'ouvrages ou d'articles de référence ou si vous connaissez des sites web de qualité traitant du thème abordé ici, merci de compléter l'article en donnant les références utiles à sa vérifiabilité et en les liant à la section « Notes et références ».
Pour les articles homonymes, voir Legentil.
Alexandre Félix Legentil, né le 12 août 1821 et mort le 17 juin 1889, est propriétaire des grands-magasins de tissus « Au Petit Saint-Thomas » au 33 rue du Bac à Paris et un des deux initiateurs du projet de la basilique du Sacré-Cœur de Montmartre à Paris.

## Biographie
Alexandre Félix Legentil est le fils de Charles Legentil (1788-1855), héritier des filatures à Rouen et à Paris, régent de la Banque de France, pair de France sous la monarchie de Juillet et président de la Chambre de commerce de Paris, et de Stéphanie Sanson, fille de Joseph Sanson, directeur de la Compagnie des Indes, et sœur du régent de la Banque de France, Alexandre Sanson-Davillier.
Alexandre hérite de la gestion du grand-magasin « Au Petit Saint-Thomas », créé par son père et son grand père. Très vite, son père Charles s'aperçoit que son fils n'a pas le fil du commerce de détail et embauche un nouveau directeur rencontré en Normandie, nommé Simon Mannoury. Ancien colporteur, Simon Mannoury a des idées révolutionnaires pour l'époque en innovant grâce à de nouvelles pratiques commerciales : politique de bas prix, articles très bon marché, prix fixes et affichés, vente par correspondance, expositions temporaires, livraison à domicile en fiacre. A la fin des coupons de tissu, il brade le restant de tissus : les soldes étaient nées ! Il a même l'idée d'installer dans les spacieuses galeries du magasin un âne pour promener les enfants des clientes. Il emploiera un vendeur, devenu ensuite célèbre : Aristide Boucicaut. Pendant ce temps, Alexandre a besoin de nourriture spirituelle. Il apprécie beaucoup Simon et l'encourage à continuer dans la voie du commerce dans l'esprit de Saint Thomas d'Aquin - thèse étudiée  à La Sorbonne par son professeur de littérature étrangère Frédéric Ozanam, le mentor d'Alexandre. Frédéric Ozanam est le fondateur de la société Saint Vincent de Paul. 
Devenu président de la Société de Saint-Vincent-de-Paul, il en assure la gestion jusqu'à sa mort en 1889. Il récolte les fonds nécessaires pour acheter un vaste terrain et il y fait construire en 1856 des salles de classe et des salles de réunion, un réfectoire et une chapelle ; des bâtiments encore existants le long de l'église Saint-Vincent-de-Paul à Paris.

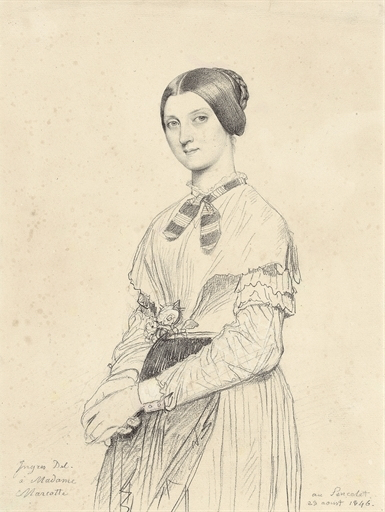
Portrait de son épouse, née Marie Marcotte.

Vice-président de la Société philanthropique et propriétaire du "Petit-Château" à Saint-Ouen dit « château Necker » pour avoir appartenu au financier Jacques Necker, il épouse Marie, une des filles de Charles Marcotte d'Argenteuil. Cousins du peintre Jean-Auguste-Dominique Ingres et de son épouse Delphine Ramel, Marie et Alexandre sont portraiturés en 1846 à la mine de plomb par l'artiste, représentés en fiancés en tenue de campagne au château du Poncelet, propriété des Marcotte d'Argenteuil aux environs de Meaux.
Secrétaire de l'Exposition universelle de 1855, il collabore en 1860 à l'élaboration du Traité du commerce avec l'Angleterre.
En 1862, Marie Legentil (1828-1920) fonde la Société d'enseignement professionnel des femmes afin de leur assurer formations artistiques et techniques. Elle n'a pas de postérité et se consacrera jusqu'à sa mort en 1920 tant à l'éducation sociale des jeunes femmes démunies, qu'aux enfants et petits-enfants de Henry Panckoucke, Philippe Marcotte de Quivières, Edme Bochet, Jacques-Raoul Tournouër, Jean-Louis Lacroix dit Lacroix de Niré.
Marie hérite du château familial de son grand-père Marcotte, le château de Larbroye près de Noyon, où Alexandre Legentil installera de nombreux souvenirs ainsi que sa bibliothèque. Cette demeure sera entièrement dévastée lors de la Première Guerre mondiale et nombre des souvenirs des Legentil y seront détruits.
À partir de 1866, il participe aux travaux de la Société d'encouragement pour l'industrie nationale. En 1873, il offre son château de Saint-Ouen aux Oblats de Saint François de Sales, puis se retire à Larbroye près de Noyon, sur les terres Marcotte, où il installe sa bibliothèque. Il y mène une vie d'études en traduisant saint Thomas d'Aquin et Alphonse-Marie de Liguori.

## Le Vœu national
Le « Vœu national » est une confrérie patriotique et spirituelle dans le but de réaliser la consécration nationale de la France au Sacré-cœur. 
Disciple de Frédéric Ozanam et réfugié à Poitiers durant l'occupation de Paris par les Prussiens en 1870, Alexandre Legentil rédige à Poitiers, en janvier 1871, un vœu personnel qui s'achève par la promesse « de contribuer à l'érection à Paris d'un sanctuaire dédié au Sacré-Cœur de Jésus », puis lance, en compagnie de son beau-frère Hubert Rohault de Fleury et avec le soutien du cardinal Pie, le projet de construction de l'église du Sacré-Cœur (basilique mineure depuis 1919), qui prend tout son sens après la défaite franco-prussienne, le traumatisme patriotique de la perte de l’Alsace-Lorraine et les ravages de la Commune de Paris. Les promoteurs de la construction font ensuite appel à l'Assemblée Nationale afin que l'église soit reconnue comme étant d'utilité publique. Après des débats houleux, la loi d’utilité publique est votée le 24 juillet 1873.
Le cœur d'Alexandre Legentil est déposé dans la crypte de la basilique du Sacré-Cœur de Montmartre, où il est encore présent aujourd'hui.

## Publications
- Reise durch Süddeutschland, Nürnberg, München, Stuttgart : Erinnerungen (1852)
- Observations sur les modifications proposées à la loi du 5 juillet 1844, relative aux brevets d'invention (1856)
- De la Loi sur les brevets d'invention
- Réponse de A.-F. Legentil aux attaques dirigées contre lui par M. Normand, au sujet de questions d'économie politique
- Rapport lu à l'assemblée de conférences de la maison Saint-Charles, le 28 avril 1872 (1872)
- Méditations à l'usage des membres des conférences de Saint-Vincent de-Paul (1865)
- Élévations sur les litanies du saint nom de Jésus (1892)
- Méditations à l'usage des membres des conférences de Saint-Vincent de-Paul (1903)
- À M. le rédacteur en chef du "Journal des économistes"
- De la Condition des apprentis à Paris et des principales œuvres qui tendent à l'améliorer
- Extrait du "Compte rendu de l'assemblée générale des comités catholiques des 4, 5 et 6 avril 1872". Rapport sur l'érection d'une église votive au sacré coeur de Jésus, par M. Legentil ; et discours sur la restauration du principe catholique dans la société française , par le R. P. de Damas Texte imprimé / Paris Impr. de Lainé (s. d.,)
- Société de Saint-Vincent-de-Paul. Œuvre du patronage des apprentis et des jeunes ouvriers. Histoire d'une maison de patronage, rapport lu à l'assemblée de conférences tenue dans l'église Saint-Germain-l'Auxerrois, le... 1er mai 1881 (1881)
- Rapport sur l'érection d'une église votive au Sacré-Coeur de Jésus, par M. Legentil, et Discours sur la restauration du principe catholique dans la Société française, par le R. P. de Damas. [Suivi d'une lettre de Mgr Guibert.]
- Fonds d'archives de la famille Legentil géré par Lionel Legentil.

## Traductions
- L'Administration financière de la France - par Charles de Hock (1858)
- Notices biographiques sur L. van Beethoven - par F. G. Wegeler et Ferdinand Ries, suivies d'un supplément (1862)